# Ромареда
«Ромареда» (исп. Estadio de La Romareda) — стадион футбольного клуба «Реал Сарагоса». Стадион был открыт 8 сентября 1957 года матчем «Реал Сарагосы» против «Осасуны», который окончился победой хозяев со счетом 3-2.
Вместимость стадиона составляет 34 596 мест. На матчах «Реал Сарагосы» количество болельщиков составляет около 28 000 человек.

## История
Предыдущий стадион клуба «Торреро» вместимостью 20 000 мест посчитали маленьким, и было решено начать строительство нового стадиона. Строительством стадиона занялась строительная компания «Agromán».
Стадион в течение всего времени реконструировали три раза. В первый раз в 1977 году. Позже стадион был подготовлен к Чемпионату мира по футболу в 1982 году. Третья реконструкция стадиона прошла в 1994 году, после которой все места стадиона стали сидячими.
На стадионе также проходили матчи группового этапа и четвертьфинала футбольного турнира Олимпиады 1992 года.

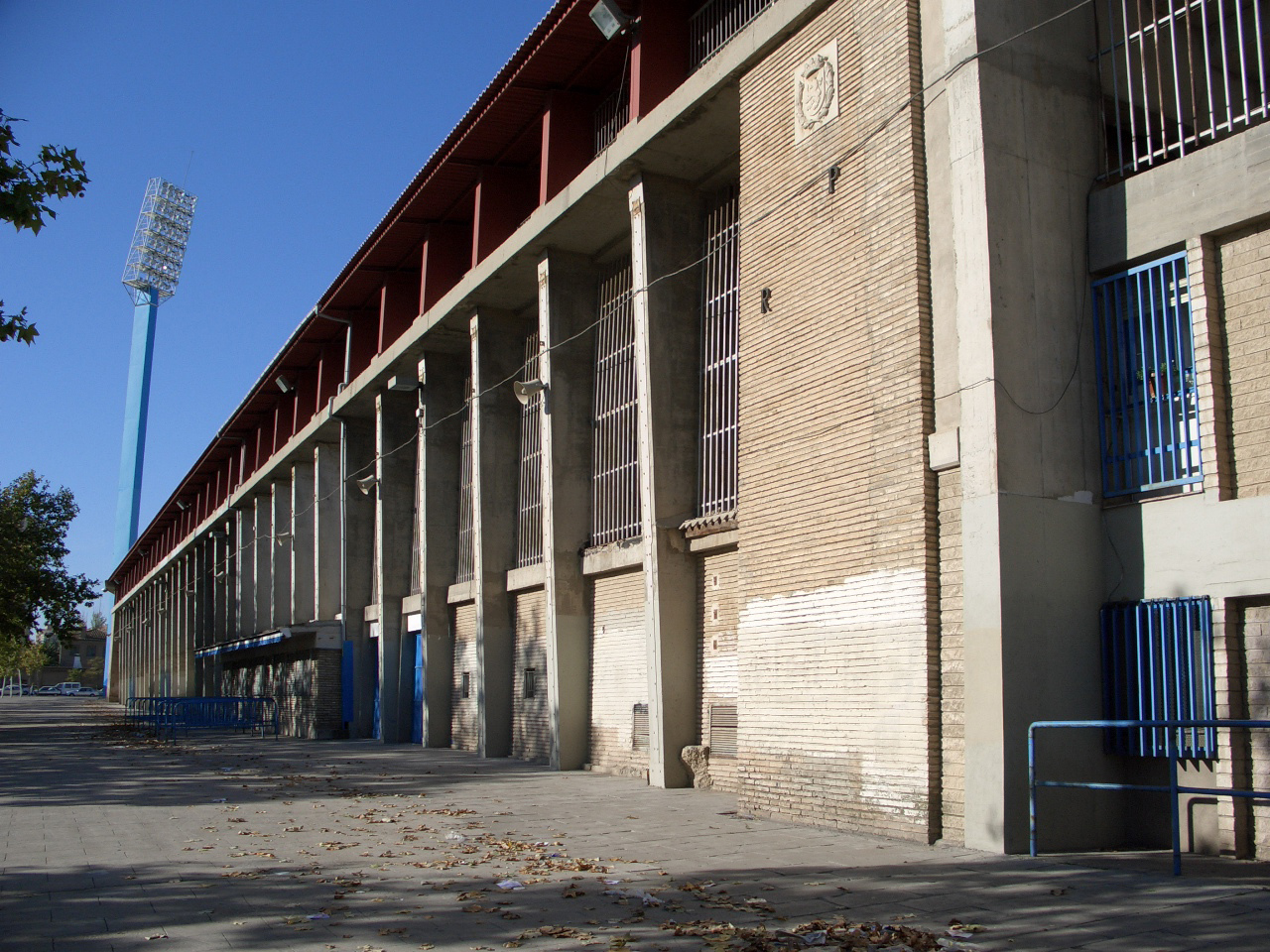
Окрестности стадиона «Ромадера»

«Ромареда» был представлен как олимпийский стадион в заявке города Хака на проведение Зимней Олимпиады 2014 года.
Был снесён в рамках подготовки к строительству нового стадиона в 2025 году. По планам площадка станет одним из принимающих стадионов Чемпионата мира по футболу 2030 года.